# Кенігсберзький університет

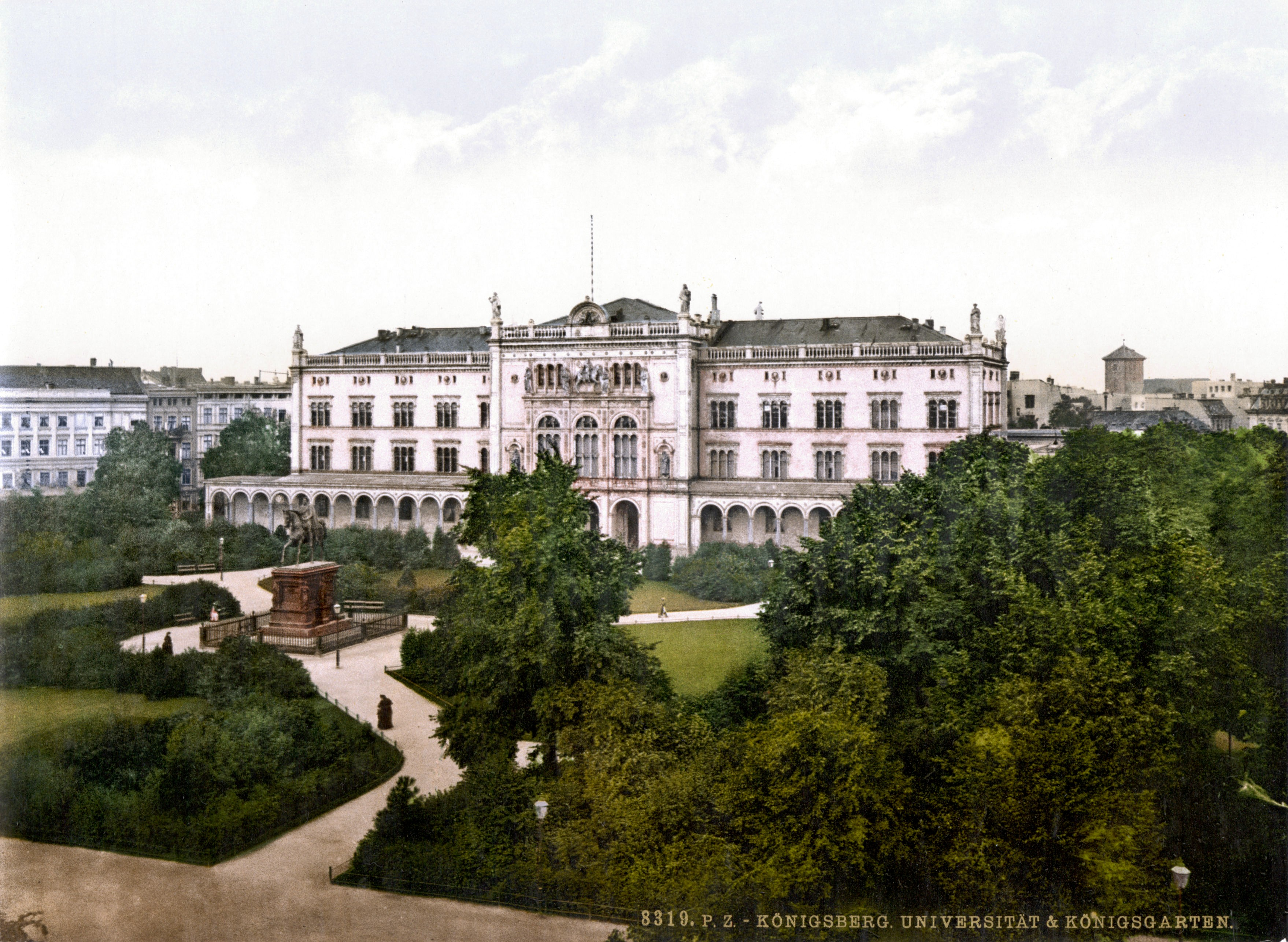
Кенігсберзький університет на поштівці 1900 року

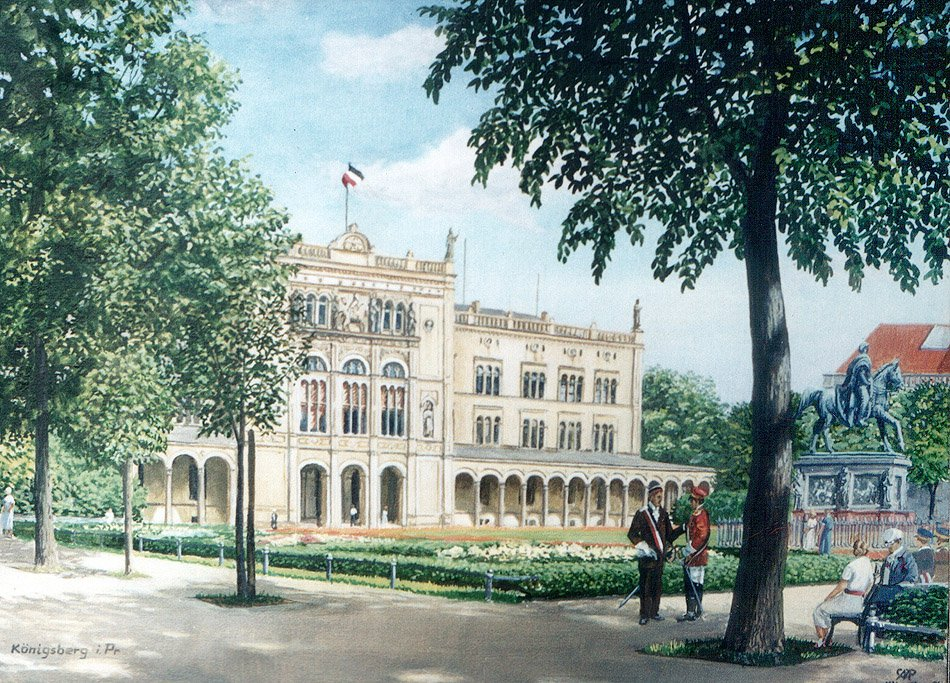
Університет на поштівці 1914 року

Кенігсберзький університет (Альбертіна), Крулевецька академія — найстаріший університет Пруссії. Кенігсберзький університет відкрив 17 серпня 1544 року герцог Альбрехт Гогенцоллерн. Це другий за часом заснування протестантський університет після Марбурзького, а також другий після Університету у Франкфурті-на-Одері (1506) вищий навчальний заклад Пруссії.

## Історія університету

### Заснування

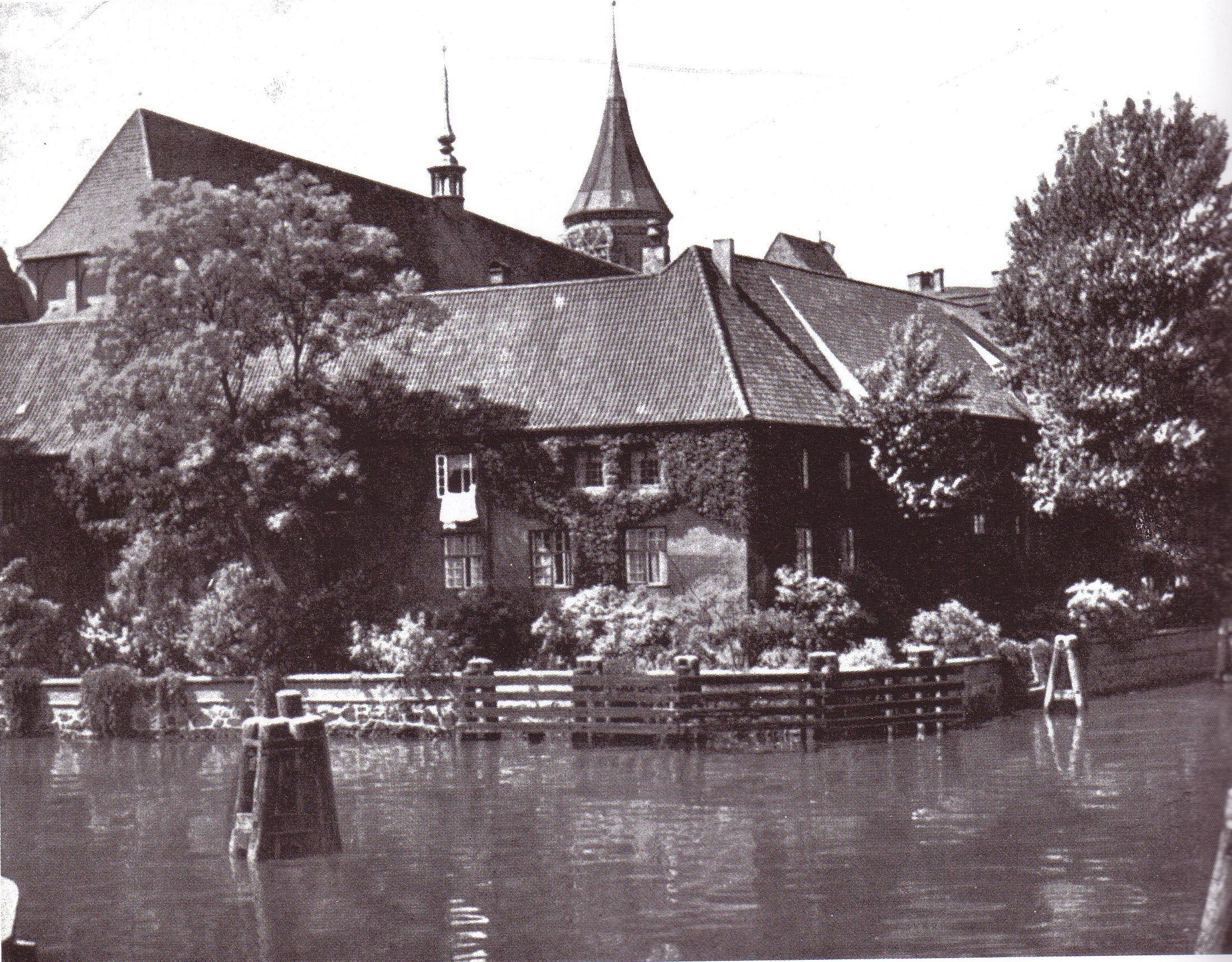
Перша будівля університету біля Кафедрального собору на Кнайпгофі

Університет був заснований 1544 року як Кенігсберзький колегіум (лат. Collegium Albertinum, Альбертинський колегіум) першим прусським герцогом Альбрехтом. То був один з найстаріших університетів Німеччини. Спочатку університет називався «Академія», але з 1656 року на згадку про засновника отримав ім'я «Альбертіна». Університет користувався великими привілеями та свободами, його викладачі належали до вищих верств суспільства, а студенти об'єднувалися в корпорації зі своєю структурою та традиціями.
Кенігсбергськая академія «Альбертіна» була влаштована за зразком інших німецьких університетів і складалася з чотирьох факультетів: трьох «вищих» — теологічного, юридичного, медичного, і одного «нижчого» — філософського. Природничі дисципліни й математика викладалися на філософському факультеті.

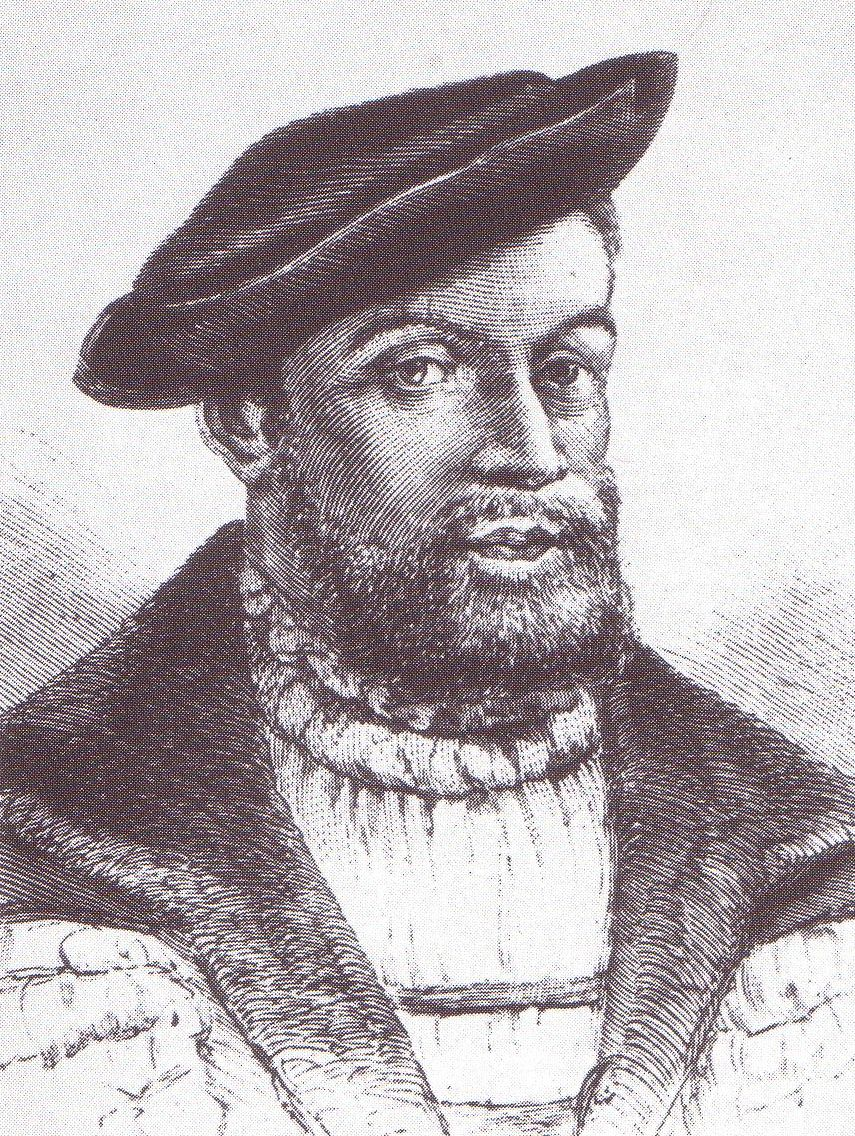
Перший ректор університету Георг Сабінус

Першим ректором університету став запрошений з Франкфурта-на-Одері 36-річний поет-гуманіст Георг Сабінус (1508–1560), зять одного зі стовпів Реформації Філіппа Меланхтона. Очолюваний ректором викладацький корпус складався з десяти професорів, що як правило приїхали з-поза меж герцогства. У рік свого відкриття університет мав понад триста студентів.

### Університет у XVIII столітті

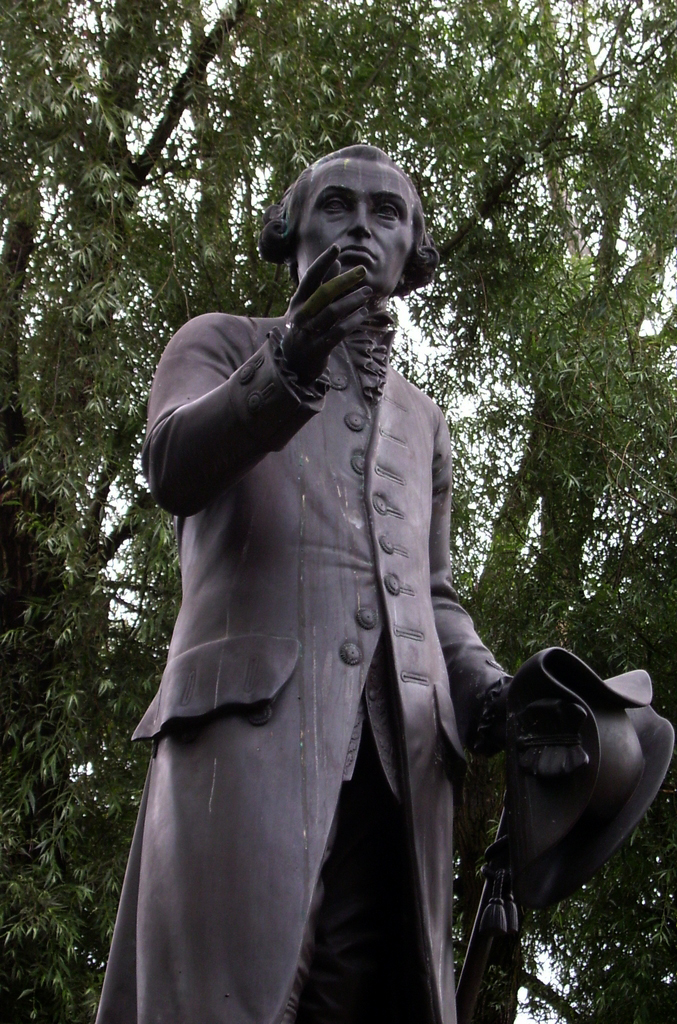
Пам'ятник І. Канту біля нової будівлі університету (Х. Раух, 1864)

В 1770–1801 роках професором університету був його випускник Іммануїл Кант (в 1786 та 1788 роках був ректором університету).
В університеті навчалися герцог Бірон, майбутній президент Петербурзької академії наук граф Кирило Розумовський, брати Андрій та Іван Гудовичі, граф Михайло Милорадович.
Випускниками університету були класики литовської літератури Крістіонас Донелайтіс та Людвікас Реза (ректор в 1830—1831 роках).

### Університет в XIX столітті
Під час роботи Бесселя (1813–1846) Кенігсберзька обсерваторія стала одним з провідних дослідницьких центрів в області астрономії серед європейських країн .
До 350-річчя в 1894 році в університеті навчалося 658 студентів, викладали 98 доцентів і професорів. Найбільшим був медичний факультет.

### Університет в першій половині XX століття
До початку століття в університеті навчалося понад тисячу студентів. План набору був відсутній, тому кількість студентів мінялося з року в рік.

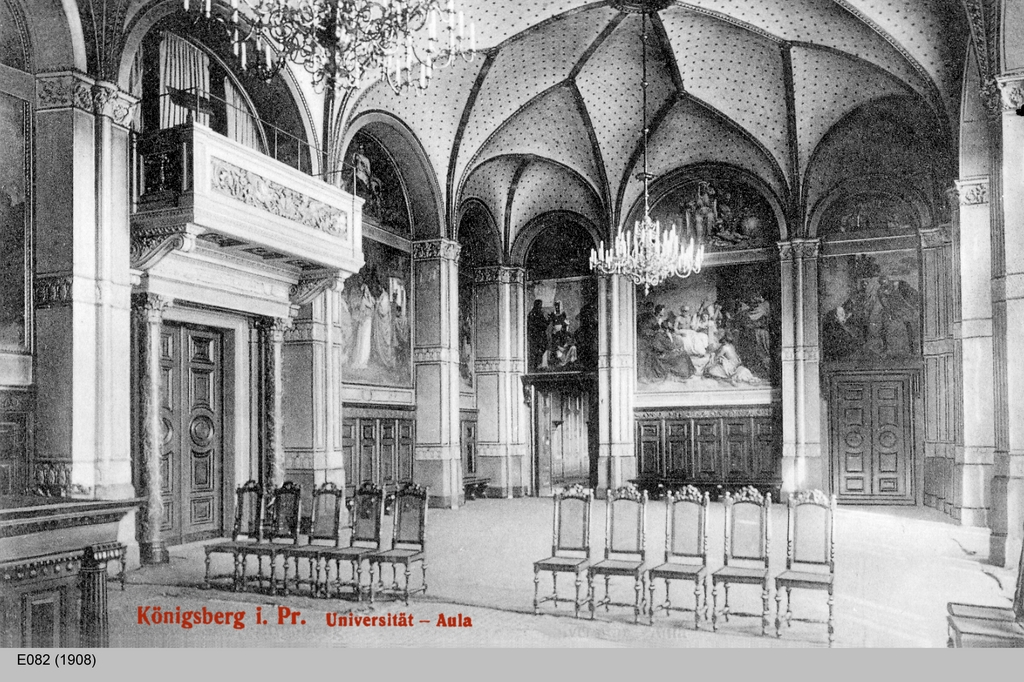
Університетська аула

Перед ліквідацією університет складався з 6 факультетів (факультет природничих наук, сільськогосподарський, теологічний, юридичний і суспільно-політичних наук, медичний, філософський). Факультети складалися з 40 інститутів, серед яких були, наприклад, інститути експериментальної фізики, мінералогічний, геолого-палеонтологічний (мав велику колекцію бурштину), ботанічний з ботанічним садом, зоологічний з зоологічним музеєм. Університетові належали астрономічна і геофізична обсерваторії, 7 медичних клінік, спортивний клуб Палестра Альбертінум (нім. Palaestra Albertina), декілька бібліотек (в тому числі знаменита Срібна бібліотека (Silberbibliothek).

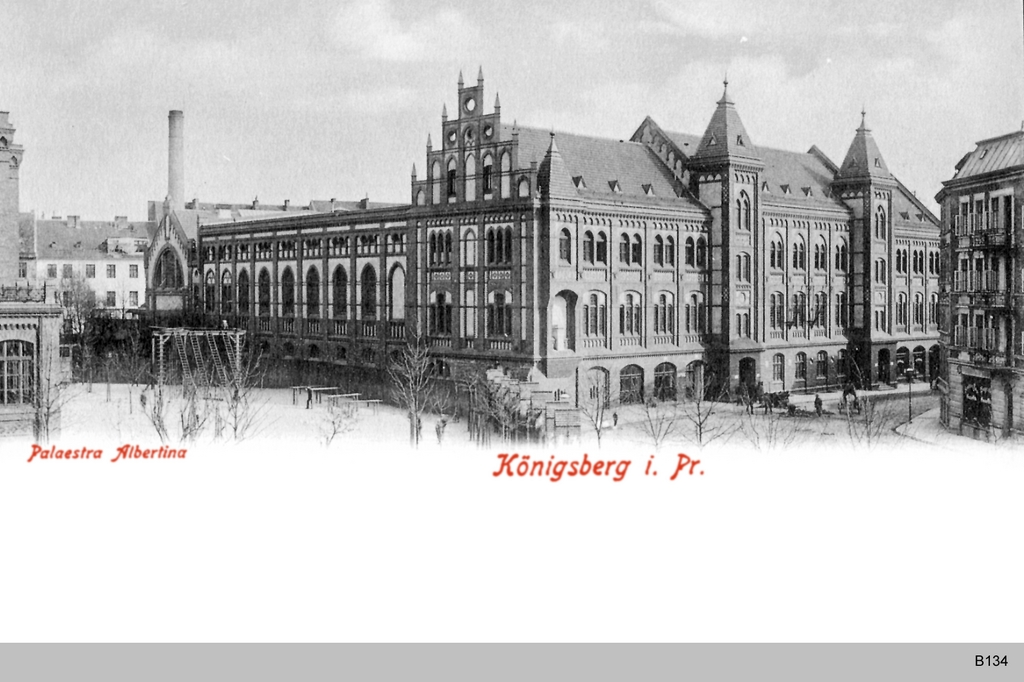
Спортивний клуб університету (архітектор Фрідріх Гайтманн, 1896)

17 серпня 1944 року університет відсвяткував своє 400-річчя. Через два тижні, наприкінці серпня, центр Кенігсберга зазнав масованих бомбардувань британськими військово-повітряними силами, внаслідок чого понад 80 % будівель університету було знищено.
28 січня 1945 року було вирішено евакуювати університет в Грайфсвальд, а потім у Фленсбург, згодом він переїхав до Ґеттінґена. На цьому його історія завершилася.

## Традиції Альбертіни

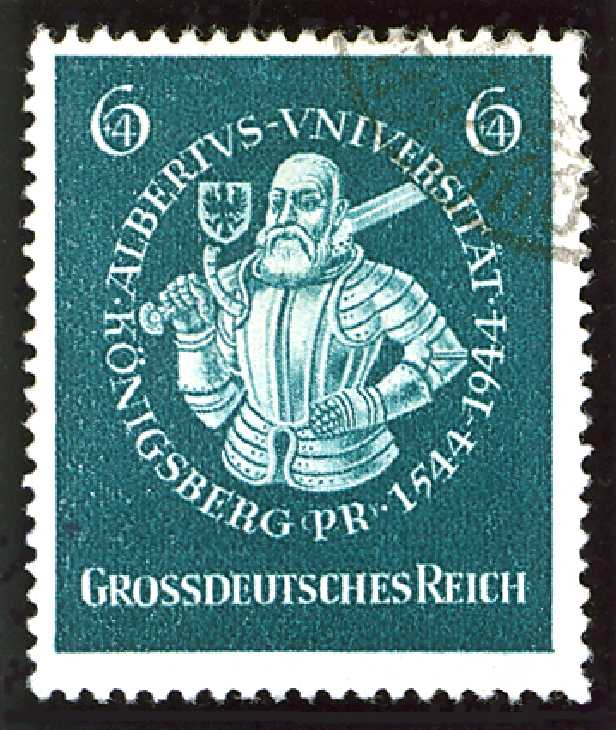
Ювілейна поштова марка з нагоди 400-річчя університету

- Видатні професори Альбертіни були удостоєні медальйонів на фасаді будівлі університету: Фрідріх Вільгельм Бессель, Карл Фрідріх Бурда, Карл Готфрід Гаген, Йоганн Фрідріх Гербарт, Карл Густав Якобі, Крістіан Якоб Краус, Карл Лахман, Симон Дах, Йоганн Георг Гаман, Теодор Готліб фон Гіппель, Іммануїл Кант, Йоганн Готфрід Гердер.

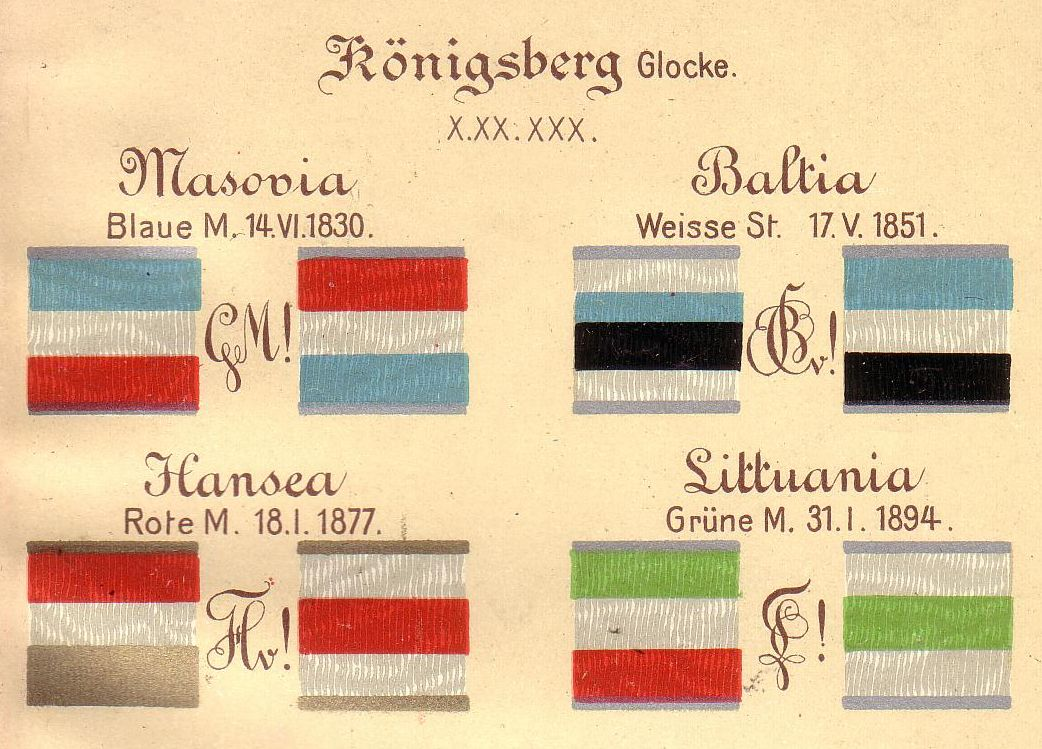
Прапори й вензелі деяких студентських братств

- Студенти університету своїм розпізнавальнім знаком мали шпильку на одязі, цей звичай згодом розвинувся в традицію видачі випускникам розпізнавального значка.
- Студенти проводили традиційні змагання з веслування на Замковому ставку.
- В університеті існували студентські братства (часто колишні земляцтва), що мали свої герби, прапори, приміщення, наприклад, братства Мазовія, Балтія, Ганза (Corps Hansea), Литва (Corps Littuania), норманів (Corps Normannia).
- Після десятиліть замовчування німецької наукової традиції в Кенігсберзі (сьогодні — Калінінград) з початком перебудови (1985 рік) Калінінградський державний університет дедалі частіше фігурував як спадкоємець традицій Альбертіни. Ця тенденція серед російської громадськості й політикуму вилилася в 2005 році в перейменування Калінінградського університету на Балтійський федеральний університет імені Іммануїла Канта, що відбулося за присутності президента Росії Володимира Путіна та тодішнього канцлера Німеччини Герхарда Шредера. В Калінінграді також виношуються плани відбудови головного корпусу Кенігсберзького університету, який став би одним з корпусів сьогоднішнього Балтійського федерального університету.

## Ректори університету
- Георг Сабінус — ректор (1544–1555), німецький філолог і поет
- Матіас Меніус — ректор (в 1587, 1593 та 1599 роках), математик
- Людвікас Реза
- Фрідріх Бурда
- Крістіан Якоб Краус
- Кронпринц Фрідріх Вільгельм Прусський (майбутній король Пруссії Фрідріх Вільгельм IV) (ректор в 1808–1829 роках)
- Фердинанд фон Ліндеман — ректор (1892–1893), математик
- Ганс Бергард фон Грюнберг (нім. Hans-Bernhard von Grünberg [de]) — останній ректор Кенігсберзького університету (1937–1945), економіст

## Видатні особистості університету
- Адольф Вах (1843—1926) — відомий правник, професор.
- Ганс Якоб фон Ауерсвальд (1757—1833) — генерал, обер-президент, а потім ландгофмейстер Пруссії; випускник, а пізніше куратор університету.
- Олександр Богданович Огінський (коло 1585—1667) — випускник, державний і військовий діяч Великого князівства Литовського.
- Готліб Зігфрід Баєр (1694–1738) — історик, філолог
- Фрідріх Вільгельм Бессель (1784–1846) — астроном, математик
- Ернст Йоганн Бірон (1690–1772) — герцог Курляндский, регент Івана VI (не закінчив навчання в університеті)
- Карл Ернст фон Бер (1792–1876) — ембріолог
- Вільгельм Він (1864–1928) — фізик
- Герман Людвіг Фердинанд Гельмгольц (1821–1894) — фізіолог і психолог
- Йоганн Готфрід Гердер (1744–1803) — історик культури
- Людвіг Отто Гессе (1811–1874) — математик
- Давид Гільберт (1862–1943) — математик
- Крістіан Гольдбах (1690–1764) — математик
- Йоганн Крістоф Готтшед — німецький письменник і критик, історик літератури
- Ернст Теодор Амадей Гофман (1776–1822) — письменник, композитор, художник
- Адольф Гурвіц (1859–1919) — математик
- Арнольд Йоганнес Вільгельм Зоммерфельд (1868–1951) — математик, фізик
- Іммануїл Кант (1724–1804) — філософ
- Густав Роберт Кірхгоф (1824–1887) — математик, фізик
- Рудольф Фрідріх Альфред Клебш (1833–1872) — математик
- Герман Мінковський (1864–1909) — математик
- Ернст Нойманн (1834–1918) — патолог і гематолог
- Карл Ґотфрід Нойманн (1832–1925) — математик
- Ретовський Отто Фердинандович (1829–1925) — ентомолог і нумізмат
- Франц Рюль (1845–1916) — історик
- Тіло Валентин (1607–1662) — поет
- Вольдемар Фогт (1850–1919) — фізик
- Карл Густав Якобі (1804–1851) — математик
- Зерникав Адам (1652—1692/1694) — богослов
- Іван Максимович (1730-ті—після 1786) — медик